# 滋賀県立鳥居本養護学校
滋賀県立鳥居本養護学校（しがけんりつ とりいもとようごがっこう）は、滋賀県彦根市鳥居本町に所在する病弱特別支援学校である。小学部、中学部、高等部を設置している。対象は、社会福祉法人「さざなみ学園」（児童心理治療施設）に入園中の心身症や神経症などを抱える児童生徒である。

## 概要
小学部および中学部への入学は原則として4月であるが、年度の途中であっても、さざなみ学園への入園が決定した場合には、所定の手続きを経て本校への転入学が可能である。さざなみ学園を退園することが決定した場合には、居住地の学校への復帰が認められている。
高等部への入学は、毎年1月頃に滋賀県教育委員会より発表される募集要項に基づき、入学願書を提出した後、3月に実施される学力検査、健康診断、面接の結果により決定される。入学資格は、現在さざなみ学園に入園中の者、または子ども家庭相談センターにおいてさざなみ学園への入園措置が決定している者に限られる。

## 沿革
- 1963年（昭和38年）4月 - 虚弱児施設「さざなみ学園」の開園に伴い、施設内に彦根市立鳥居本小学校特殊学級（虚弱）が開設される。
- 1965年（昭和40年）4月 - 同じく施設内に彦根市立鳥居本中学校特殊学級（虚弱）が開設される。
- 1977年（昭和52年）4月 - 両特殊学級の支援体制が拡充され、滋賀県立大津養護学校鳥居本校舎中学部が開設される。
- 1978年（昭和53年）4月 - 同校鳥居本校舎に小学部が開設される。
- 1979年（昭和54年）4月 - 養護学校義務制の施行に伴い、鳥居本校舎が県立大津養護学校鳥居本分校となる。
- 1981年（昭和56年）4月 - 高等部を新設。
- 1984年（昭和59年）4月 - 小学部・中学部・高等部を有する滋賀県立鳥居本養護学校として独立開校[2]。

## 所在地
〒522-0004　滋賀県彦根市鳥居本町1431-2

## アクセス
JR彦根駅または米原駅で乗り換え、近江鉄道鳥居本駅下車、約500メートル。